# Rzęśniki
Rzęśniki (niem. Rzesniken, 1938–1945 Försterei Nickelsberg) – osada leśna w Polsce, położona w województwie warmińsko-mazurskim, w powiecie piskim, w gminie Orzysz.
W latach 1975–1998 miejscowość należała administracyjnie do województwa suwalskiego.

## Nazwa
W dokumentach krzyżackich Resczniki, Reßnicken, Rzeßnicken, później Rzesniken, Rszesnicken.

Na mapie Districtus Reinensis (1663) Józefa Naronowicza-Narońskiego - Rzeznikien.

W 1938 roku w miejsce nazwy Rzesniken wprowadzono nazwę Försterei Nickelsberg.

Zarządzeniem Ministra Administracji Publicznej z 17 października 1949 roku o przywróceniu i ustaleniu nazw miejscowości nadano nazwę Rzeźniki.

Obecnie obowiązuje nazwa Rzęśniki.

## Historia
Za początek osady młynarskiej, zwanej później Rzeźnikami, należy uznać powstanie młyna, na budowę którego wydano pozwolenie w przywileju Pianek (Pianken). Według rachunków krzyżackich z 1517 roku młyn ten określano jako młyn w Sumkach (Sumbken), tak samo jak w wykazie z 1539 roku. W spisie z 1540 roku użyto już nazwy Rzeßnicken, co świadczy, że wówczas w jego posiadaniu była już rodzina Rzeźników. W 1552 roku książę Albrecht sprzedał na prawie magdeburskim (odnowienie przywileju na 2 łany) 4 łany przy młynie oraz dwa ostrowy na jeziorze Orzysz braciom Janowi i Stańkowi Rzeźnikom (Jan i Stanck Resnicken). Młyn w Rzeźnikach obciążony był czynszem w wysokości 6 grzywien i 8 kur. Za 2 łany nadwyżki młynarze płacili 2 grzywny Freygeldu, a nadto oddawali korzec żyta i korzec pszenicy na zamek w Rynie oraz 2 tłuste gęsi na dwór w Orzyszu. Rzęśniki należały do rewiru w Grzegorzach i parafii w Orzyszu.

W październiku 1656 roku Tatarzy uprowadzili w jasyr 5 kobiet z rzeźnickiego młyna.

Według danych opublikowanych w 1823 roku w Rzeźnikach mieszkało 9 osób.
W 1857 roku nadal istniał w Rzeźnikach młyn wodny, którego właścicielem był Carl Migeod. W tym czasie majątek zamieszkiwały 34 osoby.
Według danych opublikowanych w 1871 roku właścicielem majątku o powierzchni 1141 mórg zarządzał Weinberger.
W 1879 roku właścicielem dóbr był Ferdinand Plath, majątek miał wielkość 291 hektarów.

## Zabytki
Zabytki ujęte w gminnej ewidencji zabytków:
- Dawny cmentarz ewangelicki, założony w połowie XIX wieku[13].

Najstarszy zachowany nagrobek: Gustav Nithack †1863. Na cmentarzu znajduje się kwatera wojenna z okresu I wojny światowej. Według zachowanych inskrypcji, to mogiła nieznanego żołnierza armii rosyjskiej †1914/15.

## Turystyka
Przez Rzęśniki przebiegają trzy szlaki rowerowe:

- szlak  wokół jeziora Orzysz[15].
- szlak  po "Szwajcarii Orzyskiej"[16].
- szlak  rodzinny[17].

Tak zachwalał w okresie międzywojennym walory turystyczne okolic leśniczówki Rzeźniki Mieczysław Orłowicz:

Rzeźniki (...) przystanek obok ładnie położonej leśniczówki. Stąd polecenia godny spacer w głąb t. zw. Szwajcarji Orzeskiej. Niedaleko romantyczne jezioro Rzeźnickie (Rzesnicker See) otoczone zalesionymi pagórkami, za nim szereg mniejszych jeziorek, a nad najmniejszem z nich młyn Sucha w idylicznem położeniu.